# Pleasant Valley (Oregon, Josephine megye)
Pleasant Valley az Amerikai Egyesült Államok északnyugati részén, Oregon állam Josephine megyéjében, az Interstate 5 közelében elhelyezkedő önkormányzat nélküli település.
A településnek egykor saját iskolája volt.

## Fordítás
- Ez a szócikk részben vagy egészben  a   Pleasant Valley, Josephine County, Oregon című angol Wikipédia-szócikk ezen változatának fordításán alapul.  Az eredeti cikk szerkesztőit annak laptörténete sorolja fel. Ez a jelzés csupán a megfogalmazás eredetét és a szerzői jogokat jelzi, nem szolgál a cikkben szereplő információk forrásmegjelöléseként.